# Škoda Scala
Škoda Scala  − samochód osobowy klasy kompaktowej produkowany pod czeską marką Škoda od 2019 roku.

## Historia i opis modelu

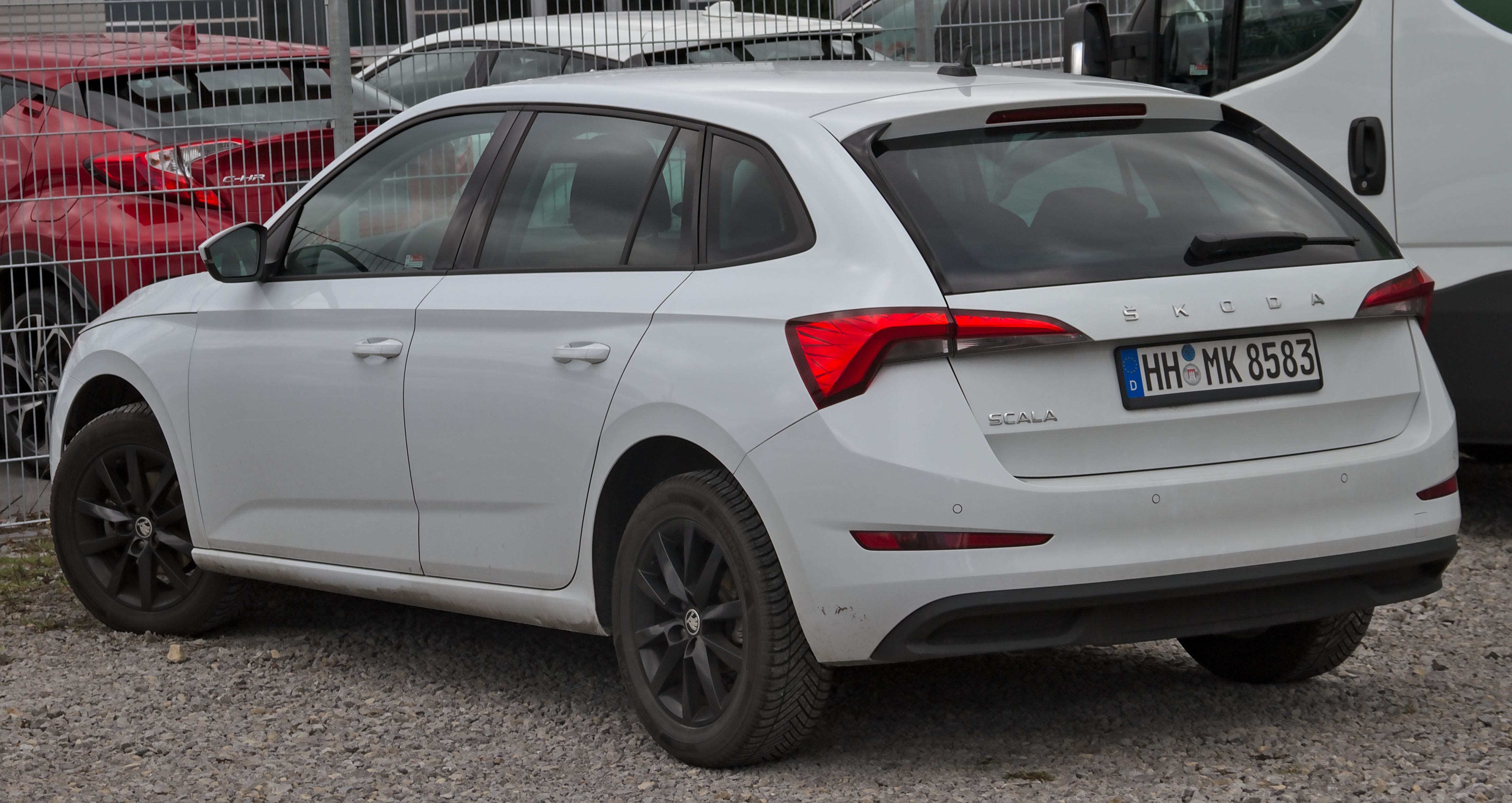
Škoda Scala Ambition - tył

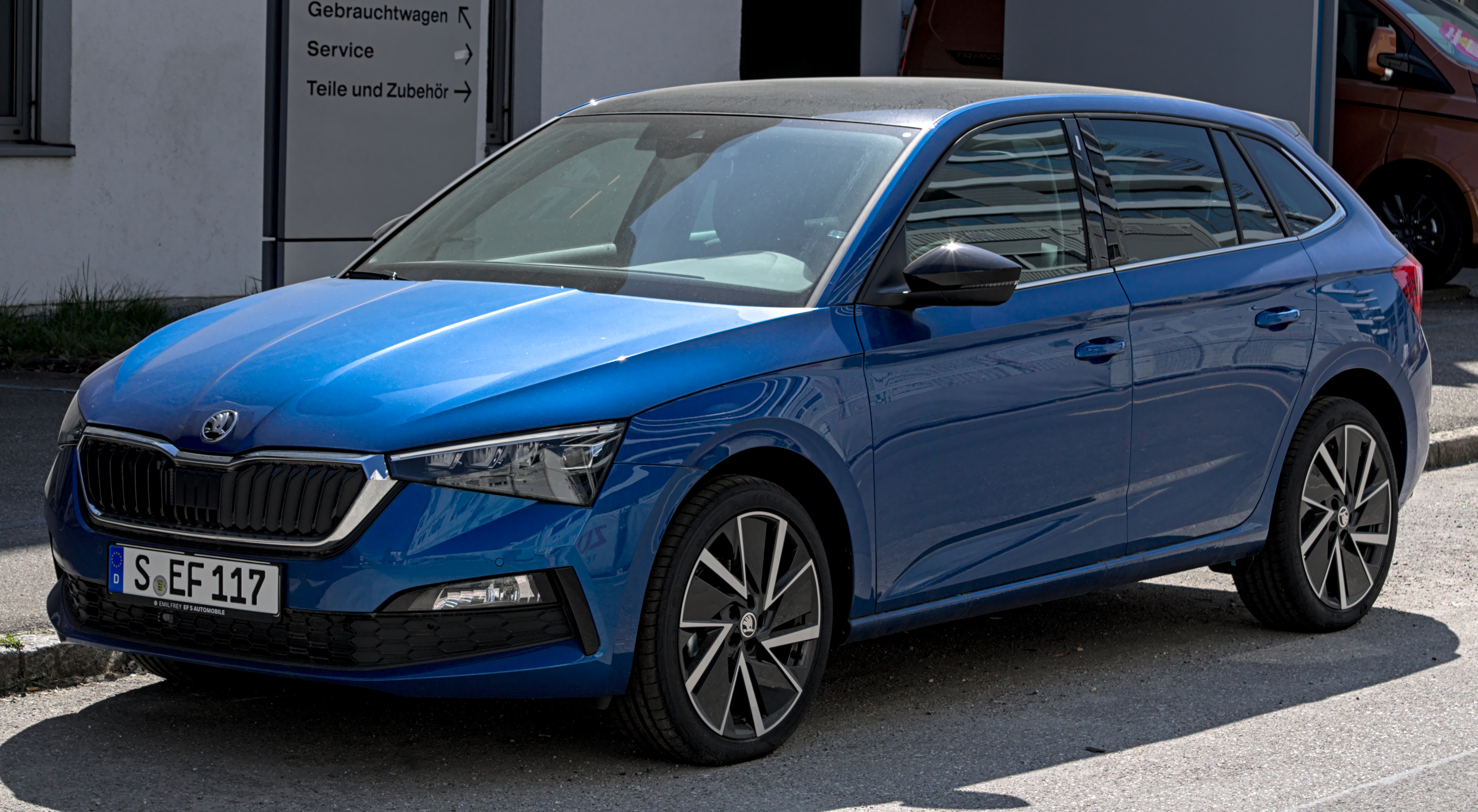
Škoda Scala Style

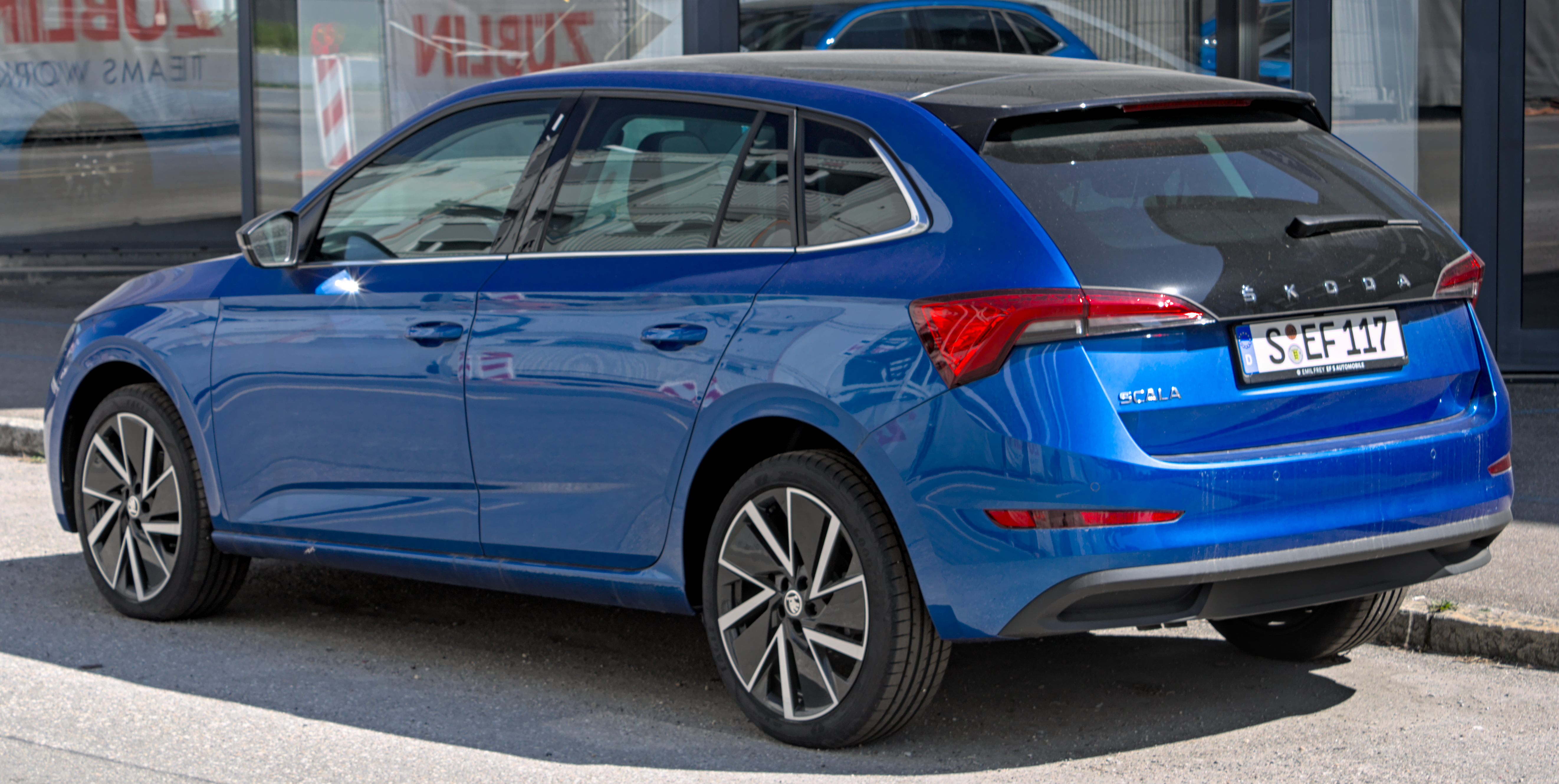
Škoda Scala Style - tył

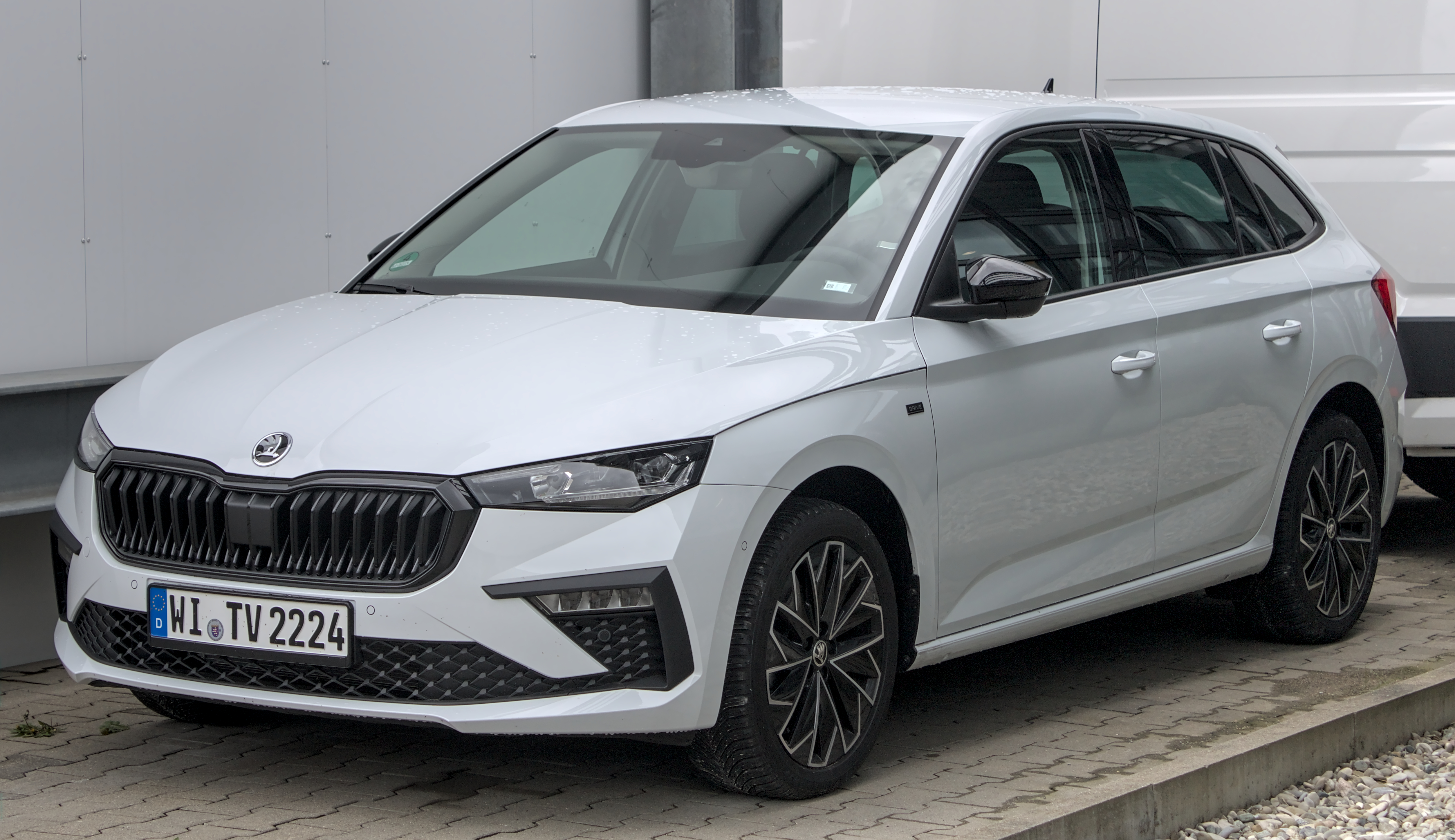
Škoda Scala Drive po liftingu

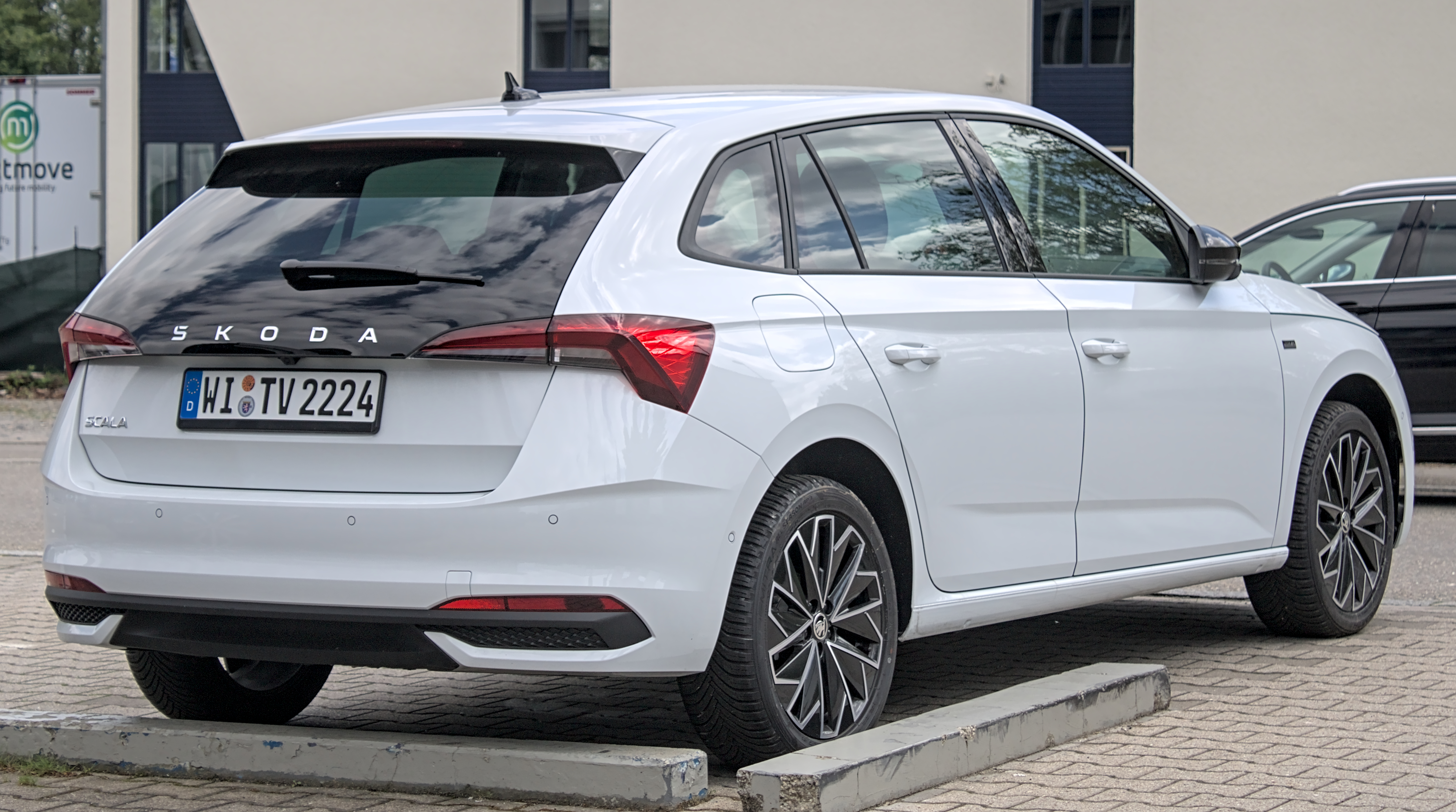
Škoda Scala Drive po liftingu - tył

Samochód został po raz pierwszy oficjalnie zaprezentowany 6 grudnia 2018 roku w Izraelskim Tel Awiwie jako następca modelu Rapid. Auto zastąpiło zarówno wersję liftback jak i hatchbacka Spaceback. Nazwa „Scala” pochodzi z języka łacińskiego i oznacza schody lub drabinę, co jest dla marki metaforą awansu jaki zaszedł przy okazji prezentacji modelu Scala na tle Rapida - Scala jest większa, lepiej wykonana i pozycjonowana jako pełnoprawny gracz klasy kompaktowej.
W sierpniu 2023 roku samochód przeszedł niewielki lifting. Objął on m.in. zmiany w grillu, wnętrzu i zderzaku.

### Konstrukcja
Pojazd został zbudowany na bazie zmodyfikowanej (wydłużonej) modułowej płyty podłogowej MQB A0, która wykorzystana została do budowy m.in. Volkswagena Polo i T-Cross, a także Seata Arona i Ibiza. Stylistycznie nawiązuje do zaprezentowanego w październiku 2018 roku konceptu Vision RS, który zaprezentował zupełnie nowy język stylistyczny marki, który najbardziej wyróżnia się poprzez usunięcie z pokrywy bagażnika logotypu na rzecz chromowanego napisu z nazwą marki. Wnętrze pojazdu także zaprojektowane zostało całkowicie od podstaw, a jego najbardziej charakterystycznym elementem stał się mocno wyeksponowany ekran dotykowy systemu multimedialnego, a także opcjonalny zestaw cyfrowych wskaźników.
W połowie 2019 roku gamę jednostek napędowych pojazdu uzupełniono o zasilany gazem ziemnym silnik G-TEC. Benzynowa, trzycylindrowa, jednolitrowa jednostka TSI o mocy 90 KM wyposażona została w trzy stalowe zbiorniki na gaz ziemny o łącznej pojemności 13,8 kg.

### Wersje wyposażeniowe
- Active
- Ambition
- Style

Po liftingu RM2024
- Essence
- Selection
- Monte Carlo

Standardowe wyposażenie podstawowej wersji Active obejmuje m.in. system ABS, ESP, MSR, ASR, EDS, HBA, TPM oraz XDS+, a także m.in. hamulec multikolizyjny, komplet poduszek powietrznych, system HHC, Lane Assist, Front Assist, Start&Stop, przednie i tylne lampy wykonane w technologii LED, czujnik zmierzchu, elektromechaniczne wspomaganie kierownicy, zamek centralny, klimatyzację manualną, elektryczne sterowanie szyb przednie, podgrzewanie i elektryczne sterowanie lusterek, 4-głośnikowy system audio z radiem USB i Bluetooth. Wersja Ambition dodatkowo została wyposażona m.in. w przednie światła przeciwmgłowe, czujniki cofania, elektrycznie sterowane tylne szyby, wielofunkcyjną skórzaną kierownicę, 8-głośnikowy system audio, a także 16-calowe alufelgi. Najbogatsza wersja Style wyposażona została dodatkowo m.in. w tylne światła FULL LED z dynamicznymi kierunkowskazami, czujniki parkowania, system bezkluczykowy, tempomat, dwustrefową klimatyzację automatyczną oraz system multimedialny Smart Link.
Opcjonalnie samochód wyposażony może zostać m.in. w rozszerzony system bocznych poduszek powietrznych, poduszkę kolanową kierowcy, funkcję wykrywania zmęczenia kierowcy, funkcję monitorowania martwego pola wraz z funkcją wspomagania wyjazdu z miejsca parkingowego, sportowe, obniżone zawieszenie z możliwością wyboru profilu jazdy, przednie reflektory FULL LED z funkcją AFS, przednie reflektory przeciwmgłowe z funkcją doświetlania zakrętów, czujnik deszczu oraz fotochromatyczne lusterko wsteczne, elektrycznie sterowany fotel kierowcy, adaptacyjny tempomat, podgrzewane siedzenia oraz dysze spryskiwaczy przedniej szyby, elektrycznie składane, sterowane, podgrzewane i fotochromatyczne lusterka zewnętrzne, podgrzewaną przednią szybę, a także panoramiczne okno dachowe oraz wirtualny, 10,25-calowy kokpit.

### Silniki
Benzynowe:
- R3 1.0l TSI 95 KM
- R3 1.0l TSI 115 KM
- R4 1.5l TSI 150 KM

Wysokoprężne:
- R4 1.6l TDI 115 KM

CNG:
- R3 1.0l G-TEC 89 KM

## Sprzedaż w Polsce
| Rok  | Pozycja | Liczba sprzedanych sztuk | Udział w rynku |
| ---- | ------- | ------------------------ | -------------- |
| 2019 | 49      | 1104                     | b.d.           |
| 2020 | 17      | 5074                     | b.d.           |
| 2021 | 32      | 3807                     | b.d.           |
| 2022 | 25      | 3708                     | b.d.           |
| 2023 | 23      | 4672                     | b.d.           |
| 2024 | 25      | 5536                     | b.d.           |